# Liste der Monuments historiques in Pleuven
Die Liste der Monuments historiques in Pleuven führt die Monuments historiques in der französischen Gemeinde Pleuven auf.

## Liste der Bauwerke
| Bezeichnung | Beschreibung | Standort            | Kennzeichnung | Schutzstatus | Datum | Bild |
| ----------- | ------------ | ------------------- | ------------- | ------------ | ----- | ---- |
| Dolmen      |              | Creach Queta (Lage) | PA00090165    | Classé       | 1968  |      |

## Liste der Objekte
- Monuments historiques (Objekte) in Pleuven in der Base Palissy des französischen Kultusministeriums